# Almira Skripchenko
Almira Skripchenko, née en Moldavie le 17 février 1976, est un grand maître international féminin et maître international mixte du jeu d'échecs et une joueuse de poker franco-moldave. Elle est la fille de Feodor Skripchenko (1935-2010), arbitre international, secrétaire général de la fédération moldave des échecs. Elle est mariée au grand maître international d'échecs français Laurent Fressinet.

## Biographie
Almira Skripchenko naît en Moldavie le 17 février 1976 d'un père mécanicien moldave et d'une mère professeur de mathématiques d'origine arménienne. Son père, Feodor Skripchenko, se reconvertit dans les échecs, devenant arbitre international. Ses parents la poussent à jouer aux échecs, son père allant jusqu'à la battre lorsque ses résultats ne sont pas assez bons, ce qui occasionne chez elle une certaine culpabilité vis-à-vis de ses défaites (à l'âge adulte, elle n'entretiendra que peu de relations avec son père).
Adolescente, elle est en couple avec Vladimir Kramnik, puis rencontre à 18 ans le joueur français Joël Lautier qui la séduit notamment en lui faisant croire qu'il lit Dostoïevski en russe. Elle le suit en France où elle étudie à la Sorbonne, y obtenant un DEUG de langues étrangères appliquées (elle parle cinq langues). Elle se sépare de Joël Lautier en 2002. Elle est actuellement[évasif] l'épouse du joueur d'échecs français Laurent Fressinet.
Almira Skripchenko est connue pour être d'un caractère très actif, et considère que les échecs ne peuvent pas, seuls, « remplir sa vie ». Elle est cinéphile et déclare en 2005 apprécier particulièrement Andreï Tarkovski, ainsi que les films Lost in Translation et De battre mon cœur s'est arrêté.

## Échecs
En 1990, elle devient championne d'URSS des moins de 14 ans. En 1992, elle gagne le championnat du monde des moins de 16 ans sous les couleurs de la Moldavie. En 2001, elle gagne le championnat d'Europe féminin.
En 2004 elle remporte devant Maïa Tchibourdanidzé le tournoi de Krasnoturinsk et en 2005 le tournoi fermé Accentus Ladies à Bienne.
Elle remporte sept fois le championnat de France féminin en 2004, 2005, 2006, 2010, 2012, 2015 et 2022 (record absolu chez les femmes).
Au 1er juillet 2013, elle est la deuxième joueuse française (derrière Marie Sebag), et le 49e Français, avec un classement Elo de 2 441 points. Son record date de janvier 2003 avec 2 501 points.

### Compétitions par équipe
En 2014, Almira Skripchenko possède huit titres de championne de France par équipe (équipes mixtes) : en 2003, 2004 avec NAO Chess Club et en 2007, 2008, 2012, 2013, 2014 et 2016 avec Clichy Échecs. Elle a gagné à sept reprises la Coupe d'Europe des Clubs (équipes féminines) avec l'équipe du Cercle d'échecs de Monte-Carlo (en 2007, 2008, 2010, 2012, 2013 , 2016 et 2018).
Elle a fait plusieurs fois partie de l'équipe de France aux olympiades d'échecs féminines :
- en 2002[4], l'équipe dont elle fait partie est 24e ;
- en 2004[4], son équipe termine 5e ;
- en 2006[4], l'équipe est 18e ;
- en 2008, la France finit 13e[5] et
- en 2012, son équipe finit 7e[6],[7].

### Championnats du monde féminins
| Année | Lieu                    | Résultat                                            | Ultime adversaire                                   | Adversaires battues                                        |
| ----- | ----------------------- | --------------------------------------------------- | --------------------------------------------------- | ---------------------------------------------------------- |
| 1995  | Chișinău                | 17e-24e du tournoi interzonal avec 7 points sur 13. | 17e-24e du tournoi interzonal avec 7 points sur 13. | 17e-24e du tournoi interzonal avec 7 points sur 13.        |
| 2000  | New Delhi               | quart de finale (quatrième tour)                    | Alisa Marić                                         | Genrieta Lagvilava Marany Meyer Alissa Galliamova          |
| 2001  | Moscou                  | quart de finale (quatrième tour)                    | Alexandra Kosteniouk                                | Ngan Phan-Koshnitsky Marta Zielińska Corina-Isabela Peptan |
| 2004  | Elista                  | premier tour                                        | Jana Jacková                                        |                                                            |
| 2006  | Iekaterinbourg, Russie  | premier tour                                        | Jovanka Houska                                      |                                                            |
| 2008  | Naltchik, Russie        | Absente du championnat du monde.                    | Absente du championnat du monde.                    | Absente du championnat du monde.                           |
| 2010  | Antakya, Turquie        | quart de finale (quatrième tour)                    | Zhao Xue                                            | Cristina Adela Foisor Nana Dzagnidzé Viktorija Cmilyte     |
| 2012  | Khanty-Mansiïsk, Russie | premier tour                                        | Monika Soćko                                        |                                                            |
| 2021  | Sotchi (coupe du monde) | deuxième tour                                       | Marie Sebag                                         | Shahenda Wafa                                              |

### Compétitions sur Internet
Elle est la gagnante de la Blitzstreamette Cup, tournoi de blitz 3+0 en ligne, après avoir successivement défait Mitra Hejazipour, Deimantė Cornette et Andreea Navrotescu.

## Poker
Entre décembre 2007 et janvier 2012, Almira Skripchenko a fait partie de l'équipe Winamax et a participé grâce à ce sponsor a plusieurs tournois internationaux.
En juin 2009, elle termine 7e d'un tournoi des WSOP et gagne 78 664 $.
En janvier 2010, elle termine 3e de la 5e édition du France Poker Tour empochant un gain de 59 100 euros.
En 2010, elle est nommée meilleure joueuse de l'année 2009 lors des France Poker Awards.
Son dernier résultat en tournoi sur le circuit international remonte à avril 2011.

## Shōgi
Almira Skripchenko est aussi une bonne joueuse de shōgi et a déjà participé à l'International Shogi Forum.